# Filosofia clandestina
Filosofia clandestina denomina um gênero de textos filosóficos produzidos e circulados anonimamento, ou sob pseudônimos, e frequentemente em forma manuscrita, principalmente no século XVII e XVIII, de teor predominantemente materialista, anticlerical e libertino. Não obstante, a literatura clandestina em geral não se limita ao materialismo, compreendendo publicações de tendências religiosas heterodoxas, como o jansenismo, quietismo, judaismo e ocultismo, ou mesmo simples narrativas pornográficas e satíricas. O corpus clandestino inclui pelo menos 290 textos preservados em bibliotecas europeias e norte-americanas, cujos textos variam entre panfletos de algumas poucas páginas, até tratados com mil páginas.
A emergência dessa tradição clandestina respondia às demandas de expressão de um pensamento heterodoxo diante de uma situação de controle e censura de textos por variados mecanismos religiosos e políticos, significando também uma crescente autonomia intelectual de sujeitos à margem dos espaços dominantes da universidade e da Igreja, ou que circulavam discretamente esses meios, enquanto desenvolviam suas ideias de maneira paralela e parcialmente secreta. De fato, muitos autores desses manuscritos eram figuras estabelecidas da política e do clero, que mantinham um vida dupla filosófica, desde príncipes como Eugénio de Saboia, à clérigos como Jean Meslier.
A pesquisa acadêmica tem reconhecido gradativamente a importância desses textos no pensamento do principais filósofos do Iluminismo e da filosofia do século XVIII, que inclusive iniciaram um campanha para a impressão desses manuscritos na segunda metade do século, frequentemente recorrentes à impressão em países estrangeiros e mantendo uma circulação clandestina. A qualidade argumentativa desses textos variava entre peças mais propagandísticas, e obras de sofisticação filosófica que antecipam ideias atribuidas à momentos posteriores.

## Outros
- L’examen important de Milord Bolingbroke
- Colloquium Heptaplomeres, posteriormente atribuido à Jean Bodin.
- Symbolum sapientiae
- L’Art de ne rien croire
- Doutes des Pyrrhoniens
- L’Esprit de Spinosa
- Traité des trois imposteurs, teve uma primeira versão impressa publicada na Holanda em 1719.[11]
- L'Amê matérielle